# Silaum peucedanoides
Silaum peucedanoides är en flockblommig växtart som först beskrevs av Friedrich August Marschall von Bieberstein, och fick sitt nu gällande namn av Minosuke Hiroe. Silaum peucedanoides ingår i släktet ängssiljor, och familjen flockblommiga växter. Inga underarter finns listade i Catalogue of Life.